# Desloratadyna
Desloratadyna – antagonista receptora H1, lek przeciwhistaminowy II generacji, czynny metabolit loratadyny.
Została wprowadzona na rynek przez koncern Schering-Plough Europe.

## Mechanizm działania
Desloratadyna jest głównym metabolitem loratadyny i z tego względu jej działanie, podobnie jak związku macierzystego, polega na hamowaniu wydzielania histaminy, a wtórnie – na blokowaniu efektów działania tej ostatniej. Oprócz tego, w badaniach in vitro, stwierdzono hamowanie uwalniania cytokin prozapalnych (między innymi interleukin: IL-4, IL-6 IL-8 IL-13), a także hamowanie ekspresji selektyny P na powierzchni komórek śródbłonka.
Po podaniu doustnym desloratadyna praktycznie nie przenika do ośrodkowego układu nerwowego. Jej maksymalne stężenie we krwi osiągane jest po około 3h od podania. Okres półtrwania wynosi około 27 godzin (aczkolwiek wykazano, że u niektórych może być wolniej metabolizowana, z okresem półtrwania nawet ≥ 50 godzin). Desloratadyna umiarkowanie wiąże się z białkami osocza (83%–87%). Nie udało się jeszcze zidentyfikować enzymu odpowiedzialnego za metabolizm desloratadyny.

## Wskazania
Łagodzenie objawów związanych z:
- alergicznym zapaleniem błony śluzowej nosa (a także okulistycznymi objawami towarzyszącymi, pod postacią świądu, łzawienia i zaczerwienienia oczu)
- pokrzywką[14]

W postaci złożonej z pseudoefedryną wskazany w objawowym leczeniu alergicznego nieżytu nosa związanego z przekrwieniem błony śluzowej nosa.

## Dawkowanie
Dorośli i młodzież (w wieku ponad 12 lat): 5 mg raz na dobę.

## Preparaty
W Polsce desloratadyna dostępna jest w postaci tabletek, syropów i roztworów doustnych. 
Preparaty proste: Aerius,  Alergo Max, Aleric Deslo Active, Azomyr, Dasselta, Dehistar, Delortan, Deslodyna, Desloratadine Actavis, Desloratadine Mylan, Desloratadyna Apotex, Dynid, Goldesin, Hitaxa, Jovesto, Suprodeslon, Symdes i Teslor. 
W Europie do obrotu dopuszczony jest także preparat złożony z pseudoefedryną pod nazwą Aerinase.